# Серата (Клуж)
Серата (рум. Sărata) — село у повіті Клуж в Румунії. Входить до складу комуни Пантічеу.
Село розташоване на відстані 354 км на північний захід від Бухареста, 31 км на північ від Клуж-Напоки.

## Населення
За даними перепису населення 2002 року у селі проживали 383 особи.
Національний склад населення села:
| Національність | Кількість осіб | Відсоток |
| -------------- | -------------- | -------- |
| румуни         | 264            | 68,9%    |
| цигани         | 116            | 30,3%    |

Рідною мовою назвали:
| Мова      | Кількість осіб | Відсоток |
| --------- | -------------- | -------- |
| румунська | 354            | 92,4%    |
| циганська | 29             | 7,6%     |